# Wege gegen das Vergessen

Logo des Projektes

Die Wege gegen das Vergessen 1933–1945 ist ein Projekt zur Erinnerung an die Gräuel der Nationalsozialisten in Aachen. Dieses Projekt wurde 1994 von einzelnen Bürgern, Parteien und anderen Gruppen initiiert und im Oktober 1996 mit den Stimmen von CDU, SPD und Grünen im Stadtrat genehmigt. Die Konzeption wurde 1997 der Volkshochschule Aachen übertragen und die Umsetzung seit 2004 von der Stadt Aachen finanziell gefördert. Seit 2008 ist das Projekt als Kompetenzzentrum für politische Erinnerungsarbeit in der Region sowohl in Fragen des Gedenkens und der Auseinandersetzung mit der Zeit des Nationalsozialismus in Aachen als auch mit dem aktuellen Rechtsextremismus überregional anerkannt und deshalb als kooptiertes Mitglied im „Arbeitskreis der NS-Gedenkstätten und -Erinnerungsorte in NRW“ aufgenommen worden.
Grundidee der Initiative war, dass es aufgrund der immer weniger werdenden Zeitzeugen der NS-Zeit eines Bildungsangebotes für Schulklassen im Besonderen und für die Bevölkerung im Allgemeinen sowie für interessierte Touristen bedarf. Es soll an die Menschen erinnern, die durch die Nazidiktatur verfolgt oder aus politischen, rassistischen, weltanschaulichen, religiösen und anderen Gründen ermordet wurden. Durch die Recherchen der Volkshochschule Aachen konnten mittlerweile mehr als 40 authentische Gedenkorte gefunden werden, die unter den zuvor aufgeführten Vorgaben für die Anbringung einer Gedenktafel in Frage kommen. Weitere Recherchen werden fortlaufend unternommen und neue Plätze für Gedenktafeln erkundet.
Als Künstler für die Erstellung der Gedenktafeln konnte der Grafiker Klaus Endrikat von der FH Aachen gewonnen werden. Die hoch-rechteckigen Bronzetafeln sind bisher zumeist an Hauswänden angebracht und seltener als Bodenplatten verlegt oder als Stelen aufgestellt worden. Seitens der VHS oder des Touristikbüros der Stadt Aachen werden dazu Stadtführungen, Workshops und vieles mehr angeboten, darunter ausführliche Informationen über die erinnerungswürdigen Orte auf der Website der VHS.

## Stationen
Sortierung nach den laufenden Nummer der VHS-Liste
- Karte mit allen Koordinaten:
- OSM |
- WikiMap

| Adresse | Tafelinschrift | Bild                                                                     |
| --- | --- | ------------------------------------------------------------------------ |
| Jüdische Schule, Bergdriesch 39 (Standort) (Schulgebäude nicht mehr existent)                                         | „Seit 1928 stand an diesem Ort die jüdische Schule. Als 1938 die Kinder jüdischen Glaubens von den städtischen Schulen gewiesen wurden, war dies die einzige Schule, die jüdische Kinder besuchen durften. Im Zuge der Deportationen wurde sie aufgelöst.“ |                                                                          |
| Hauptgebäude der RWTH Aachen, Templergraben 55 (Standort)                                                             | „In den Jahren 1933 bis 1935 wurden die deutschen Universitäten „arisiert“ und politisch „gleichgeschaltet“. An der RWTH Aachen wurden im Rahmen dieser Maßnahmen die Professoren und Dozenten - Otto Blumenthal, Mathematiker - Walter Fuchs, Chemiker - Arthur Guttmann, Chemiker - Ludwig Hopf, Mathematiker - Theodore von Kármán, Ingenieur - Paul Levy, Chemiker - Karl Mautner, Ingenieur - Alfred Meusel, Soziologe - Leopold Pick, Ingenieur - Rudolf Ruer, Chemiker - Hermann Salmang, Chemiker - Ludwig Strauß, Germanist aus ihren Ämtern entlassen. Auch eine unbekannte Anzahl von Studenten und Assistenten wurde aus rassischen und politischen Gründen von der Hochschule vertrieben.“ |                                                                          |
| Limburger Straße 22 (Standort)                                                                                        | „In diesem Haus wohnte von 1933 bis zu seiner Emigration 1939 Otto Blumenthal. Seit 1905 wirkte er als Professor für Mathematik an der RWTH Aachen. Trotz seines Engagements für die Hochschule wurde er 1933 aus rassischen und politischen Gründen entlassen. 1938 beendete ein Arbeitsverbot auch seine anderen wissenschaftlichen Tätigkeiten. Er emigrierte 1939 in die Niederlande, wurde dort nach der deutschen Besetzung 1940 interniert und starb 1944 im Konzentrationslager Theresienstadt.“ |                                                                          |
| Benno-Levy-Weg, Aachen-Haaren (Standort)                                                                              | „Zwischen der Hergelsmühle (1975 abgerissen) und dieser Pappelreihe stand 1928 eine Holzbaracke für Obdachlose. In der Zeit von Juli 1941 bis Juli 1942 diente diese Baracke als Sammellager für jüdische Einwohner der Gemeinden Brand, Broichweiden, Haaren, Kohlscheid und Würselen. Sie wurden in die Konzentrationslager Lublin-Izbica und Theresienstadt deportiert.“ |                                                                          |
| Hauptbahnhof Aachen (Standort)                                                                                        | „Für viele Menschen war ab 1933 der Aachener Hauptbahnhof die letzte deutsche Station auf ihrer Flucht vor der nationalsozialistischen Verfolgung. Sie flohen nach Belgien, nach Frankreich, nach Großbritannien, in die Niederlande, in die USA, nach Palästina… Die Bahnhöfe waren für viele Menschen zugleich die erste Station auf dem Weg ihrer Verschleppung und Deportation. Ab 1942 wurden die meisten noch in der Stadt lebenden jüdischen Aachener in die Vernichtung deportiert: 25. März 1942 in den Osten 22. April 1942 nach Izbica 15. Juni 1942 nach Izbica 25. Juli 1942 nach Theresienstadt 11. September 1942 nach Theresienstadt Dezember 1943 nach Theresienstadt September 1943 nach Theresienstadt“ |                                                                          |
| Judenhaus, Försterstraße 28 (Standort)                                                                                | „Dieses Haus wurde als „Judenhaus“ für Ehepaare in so genannter „Mischehe“ eingerichtet. Zum 1. April 1941 setzte der Rat der Stadt Aachen damit die Weisung der NS-Führung zur Ghettoisierung der jüdischen Bevölkerung um. Andere „Judenhäuser“ standen in der Alexander-, Eupener, König-, Promenaden-, Theater- und Trierer Straße.“ |                                                                          |
| Judenhaus, Königstraße 22 (Standort)                                                                                  | „Dieses Haus wurde als „Judenhaus“ eingerichtet. Zum 1. April 1941 setzte der Rat der Stadt Aachen damit die Weisung der NS-Führung zur Ghettoisierung der jüdischen Bevölkerung um. Andere „Judenhäuser“ standen in der Alexander-, Eupener, Förster-, Promenaden-, Theater- und Trierer Straße.“ |                                                                          |
| Judenhaus, Ehemalige Tuchfabrik Niessen, Drosselweg (Standort)                                                        | „Dieses Haus wurde als „Judenhaus“ eingerichtet. Zum 1. April 1941 setzte der Rat der Stadt Aachen damit die Weisung der NS-Führung zur Ghettoisierung der jüdischen Bevölkerung um. Andere „Judenhäuser“ standen in der Alexander-, Eupener, Förster-, König-, Promenaden- und Theaterstraße.“ |                                                                          |
| Jüdischer Friedhof, Am Haarberg, Aachen-Haaren (Standort)                                                             | „1839 legte die Gemeinde Haaren ihren jüdischen Friedhof an. Im November 1938, einige Tage nach der Reichspogromnacht, warfen Haarener Bürger sämtliche Grabsteine um. Im Herbst 1939 wurden die Steine der gesamten Friedhofsanlage ins Dorf transportiert. Bis 1997 dienten sie als Böschungsmauer an der Alt-Haarener-Straße.“ |                                                                          |
| Karlshöher Talweg – Parkplatz Restaurant Waldschenke (Standort)                                                       | „Aachen war eine wichtige Fluchtstation für viele Verfolgte: „Herbesthal. Gestern trafen von Deutschland kommend 35 jüdische Kinder mit einem der Aachener Züge auf dem hiesigen Bahnhof ein, von wo sie entsprechend den ergangenen Weisungen wieder über die Grenze zurückgeschickt werden mussten. Den mit der Ausführung beauftragten Gendarmen wurde ihre Aufgabe schwer, da die Kinder weinten und klagten und sich jammervolle Szenen der Verzweiflung abspielten, die alle Anwesenden rührten.“ Aus der Zeitung „Grenz-Echo“ (Eupen), 5. Januar 1939“ |                                                                          |
| Raerener Straße – Kinkebahn, Aachen-Lichtenbusch (Standort)                                                           | „Aachen war eine wichtige Fluchtstation für viele Verfolgte: „Eynatten. Nachts wollten in Oberforstbach acht Juden ohne Erlaubnis und ohne Pässe die Grenze überschreiten. Sie wurden von einem Zollposten angerufen. Auf der Flucht entkamen vier Juden über die Grenze. Die übrigen wurden gestellt, darunter eine Frau von über siebzig Jahren.“ Aus der Zeitung „Grenz-Echo“ (Eupen), 24. August 1939“ |                                                                          |
| Groß-, Kleinkölnstraße (Standort)                                                                                     | „Am 1. April 1933 bezogen in Aachen um 10 Uhr SS- und SA-Männer Posten vor jüdischen Geschäften und vor Praxen jüdischer Ärzte und Anwälte. „Kauft nicht bei Juden!“, lautete ihr diffamierender Aufruf. Ab 1938 wurden zahlreiche jüdische Geschäfte, Firmen und jüdischer Privatbesitz „arisiert“. Das bedeutet, widerrechtlich zugunsten nicht jüdischer Deutscher enteignet oder weit unter Wert verkauft. Bis schließlich die Menschen vertrieben, deportiert und ermordet wurden.“ |                                                                          |
| Bunker Saarstraße (Standort)                                                                                          | „Aachen wurde im September 1944 auf Anordnung der Nazis zwangsweise geräumt. Johann Herren und Karl Schwartz, beide 14 Jahre alt, wurden in der Stadt von Wehrmachtssoldaten willkürlich unter dem Vorwurf der „Plünderung“ festgenommen. Ein Standgericht verurteilte die beiden unschuldigen Jungen zum Tode und ließ sie am 13. September 1944, wenige Wochen bevor Aachen durch amerikanische Truppen von den Nazis befreit wurde, in der Nähe dieses Bunkers erschießen.“ |                                                                          |
| Grüner Weg – Lombardenstraße (Standort)                                                                               | „An dieser Stelle unterhielt die Stadt Aachen von 1885 bis etwa 1960 ein Barackenlager, das im Laufe der Jahre als Isolierkrankenhaus, Kaserne und Obdachlosenasyl diente. Zwischen Frühjahr 1941 und Herbst 1942 wurden hier über tausend jüdische Bürgerinnen und Bürger bis zu ihrer Deportation in die Vernichtung interniert. Von 1942 bis 1944 waren Zwangsarbeiter aus Osteuropa Männer, Frauen und Kinder, hier eingesperrt, die täglich unter Bewachung zur Arbeit in die Stadt gebracht wurden.“ |                                                                          |
| Marienburg, Ludwigsallee (Standort)                                                                                   | „Nach Planungen noch in der Weimarer Republik weihte am 6. August 1933 der national-sozialistische Aachener Oberbürgermeister dieses „Ehrenmal“ für die deutschen Gefallenen des 1. Weltkrieges ein. Der militaristische Geist jener Jahre prägt dieses Bauwerk bis in die Gegenwart.“ |                                                                          |
| Westwall, Weiweg, Aachen-Horbach (Standort)                                                                           | „Der in den Jahren 1936 bis 1938 gebaute Westwall sollte die Westgrenze bei dem geplanten Angriff auf Polen sichern. Militärisch erwies er sich als sinnlos, als die Kämpfe im Herbst 1944 auf Aachen vorrückten.“ |                                                                          |
| Bunker Rütscher Straße (Standort) Bunker wurde 2013 abgerissen, Tafeln wurden 2019 an den neuen Wohnblocks angebracht | Tafel 1: „Als das Ende des Krieges schon abzusehen war, harrte in diesem Bunker der letzte Kampfkommandant der Wehrmacht in Aachen gemäß den nationalsozialistischen Befehlen aus. Dieses Verhalten kostete noch in der letzten Kriegswoche vom 5. bis 21. Oktober 1944 viele Menschen in Aachen das Leben.“ Tafel 2: „Hier endete am 21.10.1944 für Aachen die Naziherrschaft, und es begannen Freiheit und Demokratie“ | Vorderseite Rütscherstraße Rückseite Försterstraße                       |
| Hochkreuz Waldfriedhof, Monschauer Straße (Standort)                                                                  | „Deutsches Machtstreben mündete im 20. Jahrhundert zweimal in einen Weltkrieg. Allein der 2. Weltkrieg kostete mehr als 62 Millionen Menschen das Leben. Fast 4.000 Aachener starben als Soldaten für Nazideutschland, 2.500 Aachenerinnen und Aachener kamen in ihrer Stadt um.“ |                                                                          |
| Waldfriedhof, Monschauer Straße (Standort)                                                                            | „Hier ruhen 52 Opfer der nationalsozialistischen Gewaltherrschaft. Unter ihnen sind politisch Verfolgte und behinderte Menschen.“ |                                                                          |
| Grenze Vaalserstraße (Standort) Zustand 1991, als die Grenze noch sichtbar war                                        | „Die Grenze bei Aachen und im Umland wurde in den Jahren 1933–1944 zum Schauplatz menschenunwürdiger Fluchtszenen. Menschen wurden hin und her geschoben, inhaftiert, bestohlen, ausgeraubt und geschlagen. Fluchthilfe gegen Geld blühte als einträgliches Geschäft. Ebenso wurde ihnen auch oft anonyme Menschlichkeit von Grenzbewohnern zuteil. Sie ließen Flüchtlingen spontane und organisierte Hilfe zukommen. Am 10. Mai 1940 überfielen deutsche Truppen die Niederlande und brachten unermessliches Leid über die Menschen unseres Nachbarlandes.“ |                                                                          |
| Grenze Lütticher Straße (Standort)                                                                                    | „Die Grenze bei Aachen und im Umland wurde in den Jahren 1933–1944 zum Schauplatz menschenunwürdiger Fluchtszenen. Menschen wurden hin und her geschoben, inhaftiert, bestohlen, ausgeraubt und geschlagen. Fluchthilfe gegen Geld blühte als einträgliches Geschäft. Ebenso wurde ihnen auch oft anonyme Menschlichkeit von Grenzbewohnern zuteil. Sie ließen Flüchtlingen spontane und organisierte Hilfe zukommen. Am 10. Mai 1940 überfielen deutsche Truppen Belgien und brachten unermessliches Leid über die Menschen unseres Nachbarlandes.“ | Gedenktafel wegen Baufälligkeit des Grenzhauses vorerst nicht angebracht |
| Grenze Eupener Straße (Standort)                                                                                      | „Die Grenze bei Aachen und im Umland wurde in den Jahren 1933–1944 zum Schauplatz menschenunwürdiger Fluchtszenen. Menschen wurden hin und her geschoben, inhaftiert, bestohlen, ausgeraubt und geschlagen. Fluchthilfe gegen Geld blühte als einträgliches Geschäft. Ebenso wurde ihnen auch oft anonyme Menschlichkeit von Grenzbewohnern zuteil. Sie ließen Flüchtlingen spontane und organisierte Hilfe zukommen. Am 10. Mai 1940 überfielen deutsche Truppen Belgien und brachten unermessliches Leid über die Menschen unseres Nachbarlandes.“ |                                                                          |
| Oppenhoffallee (Standort)                                                                                             | „Nachdem amerikanische Truppen Aachen von den Nazis befreit hatten, wurde Franz Oppenhoff am 31. Oktober 1944 zum Oberbürgermeister seiner Heimatstadt ernannt. Deshalb schickte die Naziführung in Berlin ein Werwolf-Kommando nach Aachen, das Franz Oppenhoff am 25. März 1945 vor seinem Haus erschoss.“ |                                                                          |
| Ehemaliges Regierungsgebäude Theaterplatz (Standort)                                                                  | „In diesem Gebäude hatte seit 1933 die „Geheime Staatspolizei“, GESTAPO, ihre Büros. Von den Nazis verfolgte Menschen wurden hier festgehalten, verhört und auch misshandelt, bevor sie in Gefängnisse und Lager überstellt wurden.“ |                                                                          |
| Rathaus Aachen, Markt (Standort)                                                                                      | „Die Stadt Aachen bekennt sich zu Freiheit und Demokratie. Diese Werte wollen die Bürgerinnen und Bürger jetzt und in Zukunft bewahren. In der NS-Zeit sind in Aachen Menschenrechte verletzt worden. Daran waren auch Kommunalpolitik und Stadtverwaltung beteiligt. Das Projekt „Wege gegen das Vergessen“ erinnert hier und an anderen Stellen der Stadt an die Verbrechen des Naziterrors, an Mitläufertum und Widerstand. Der am 12. März 1933 schon unter Bedingungen von Terror und Verfolgung Andersdenkender gewählte Stadtrat beschloss am 29. März 1933, Adolf Hitler die Ehrenbürgerschaft der Stadt Aachen anzudienen. Ähnliches geschah in vielen anderen Städten. Dafür stimmten die Stadtverordneten des Zentrums, der Kampffront Schwarz-Weiß-Rot, der DVP und der NSDAP. Die sozialdemokratischen Stadtverordneten stimmten dagegen; die kommunistischen Stadtverordneten waren bereits von der Stadtverordnetenversammlung ausgeschlossen. Nach dem Verbot von SPD und KPD im Juli 1933 wurde der seit 1928 amtierende Oberbürgermeister, der dem Zentrum angehörte, zwangsbeurlaubt und am 15. September 1933 von den übrigen Stadtverordneten ein Nationalsozialist einstimmig zum Oberbürgermeister gewählt. Die Erinnerung an diese Ereignisse ist für uns alle Mahnung für unser Verhalten in der Zukunft.“ | - Tafel 1 von 2 - Tafel 2 von 2                                          |
| Haus der Evangelischen Kirche, Frère-Roger-Straße (Standort)                                                          | „In der evangelischen Gemeinde in Aachen setzten sich nach 1933 die nazitreuen „Deutschen Christen“ durch. Angehörige der „Bekennenden Kirche“, die sich gegen die Nationalsozialisten ausgesprochen hatten, passten sich an, wurden durch Druck gefügig gemacht oder verhaftet.“ |                                                                          |
| Landgericht Aachen, Adalbertsteinweg (Standort)                                                                       | „Politisch unliebsame und jüdische Richter und Staatsanwälte wurden nach 1933 aus dem Dienst entlassen und durch angepasste oder regimetreue Juristen ersetzt. „Rechtsprechung“ erfolgte seitdem weitgehend auf der Grundlage der nationalsozialistischen Ideologie.“ |                                                                          |
| Verwaltungsgebäude Bahnhofsplatz (Standort)                                                                           | „An dieser Stelle befand sich das ehemalige Gesundheitsamt der Stadt Aachen. Hier wirkten im Zuge des nationalsozialistischen Rassenwahns ab 1934 besonders willfährige Ärzte daran mit, dass mehrere hundert Frauen, Männer und Kinder als „minderwertig“ bezeichnet und zur „Verhütung erbkranken Nachwuchses“ in sieben Aachener Krankenhäusern zwangssterilisiert oder von 1941 bis 1945 in „Euthanasie“-Anstalten geschickt und dort ermordet wurden.“ |                                                                          |
| Platz am Wehrhaften Schmied, Jakobstraße (Standort)                                                                   | „In einem Haus an diesem Platz traf sich Anfang der dreißiger Jahre regelmäßig eine Gruppe der rund 50 Zeugen Jehovas aus dem Raum Aachen. Gemäß ihrer religiösen Überzeugung lehnten sie jegliche Anpassung an das Nazi-Regime ab. Im Jahr 1933 bereits verboten, prangerte die Religionsgemeinschaft aus dem Untergrund den NS-Staat an. Bis Ende der NS-Zeit bezahlte jeder zehnte Zeuge Jehovas diesen aktiven gewaltlosen Widerstand mit dem Leben.“ |                                                                          |
| Katschhof (Standort)                                                                                                  | „Zur Heiligtumsfahrt vom 10. bis 25. Juli 1937 kamen etwa 800.000 Katholiken nach Aachen, die mutig ihren Glauben gegenüber den Anfeindungen des NS-Regimes bekannten. Oppositionelle nutzten diese Gelegenheit zu heimlichen Treffen und offenem Widerspruch gegen den Nationalsozialismus.“ |                                                                          |
| St. Adalbert, Kaiserplatz (Standort)                                                                                  | „In dieser Kirche war der spätere Aachener Weihbischof Josef Buchkremer als Jugendkaplan tätig. Aus seiner ablehnenden Haltung gegenüber den Nazis machte er in der Jugendarbeit keinen Hehl. 1942 wurde er wegen negativer Äußerungen über die SS verhaftet und in das Konzentrationslager Dachau eingewiesen. 1945 wurde er aus dem KZ befreit.“ |                                                                          |
| Bunker Junkerstraße (Standort)                                                                                        | „Die Bunker wurden während des 2. Weltkrieges zum Schutz vor Bombenangriffen gebaut. Jüdischen Bürgern und Zwangsarbeitern aus Osteuropa war der Zutritt verwehrt.“ |                                                                          |
| Westfriedhof, Vaalserstraße (Standort)                                                                                | „Hier ruhen 148 Menschen aus der Sowjetunion, Männer, Frauen und Kinder, die während des Krieges in ihrer Heimat zur Zwangsarbeit nach Deutschland verschleppt worden waren. Viele starben durch unmenschliche Behandlung.“ |                                                                          |
| Kiosk Anna-Sittarz-Platz (Standort)                                                                                   | „Die ehemalige kommunistische Stadträtin Anna Braun-Sittarz betrieb hier einen Milchkiosk. Dieser diente ab 1933 als Anlaufstelle für den Widerstand gegen die nationalsozialistischen Machthaber. Verhaftung, Verurteilung zu Zuchthaus und ständige Überwachung durch die Gestapo konnten die Widerstandskraft dieser Frau nicht brechen. Nach dem Ende der Nazidiktatur in Aachen gründete sie gemeinsam mit anderen am 18. März 1945 die Freie Deutsche Gewerkschaftsbewegung, die von Aachen ihren Ausgang nahm.“ |                                                                          |
| Platz Alexanderstraße – Peterstraße (Standort)                                                                        | „Dieser Platz lag früher inmitten eines Arbeiterviertels. Hier stießen die Parolen der Nationalsozialisten vor 1933 auf Ablehnung. Nach der Machtübernahme der Nazis leisteten viele heute nicht mehr bekannte Bewohner dieses Viertels Widerstand in mannigfacher Form. Wenige Menschen in Aachen beteiligten sich am Widerstand, sei er aus politischer oder religiöser Überzeugung motiviert. Mitläufer und Nazis waren die Mehrheit.“ |                                                                          |
| Platz Normaluhr Dunantstraße (Standort)                                                                               | „Die „Normaluhr“ war nach 1933 gelegentlich geheimer Treffpunkt, von dem aus Verfolgte von Helfern über die Grenze in Sicherheit gebracht wurden. Martin van Wersch, Sozialdemokrat und Gewerkschafter, war einer dieser Menschen. Nach der Machtübernahme durch die Nationalsozialisten schmuggelte er illegale Zeitungen nach Aachen und verhalf bedrängten Sozialdemokraten zur Flucht.“ |                                                                          |
| Pfarrheim Pastor-Franzen-Straße 2, Aachen-Walheim (Standort)                                                          | „Im April 1941 wurde das Pfarrheim Walheim von den örtlichen Nationalsozialisten beschlagnahmt. In der Holzbaracke, die seit den zwanziger Jahren für Versammlungen, Theateraufführungen und Gemeinschaftsleben genutzt worden war, wurden mehr als fünfzig jüdische Männer interniert. Sie wurden zu Zwangsarbeiten in der Umgebung herangezogen. Die Lebensbedingungen der Männer und der drei zum Küchendienst verpflichteten jüdischen Frauen waren unmenschlich. Im November 1941 wurden die Männer vom Bahnhof Walheim nach Stolberg in ein Lager verbracht. Von dort wurden sie später in Konzentrationslager deportiert.“ |                                                                          |
| Hüttenstraße 71, Aachen-Rothe Erde, am Platz vor der Barbarakirche (Standort)                                         | „Sinti, Roma und Jenische sollten im öffentlichen Leben Aachens nicht mehr sichtbar sein. Die Auflösung eines Sammelplatzes in der Hüttenstraße erfolgte spätestens im August 1936. Die hier Lebenden wurden aus Aachen abgeschoben. Ab 1940 verhaftete die Aachener Kriminalpolizei beinahe alle noch in Aachen lebenden Sinti, Roma und Jenische. Sie wurden in Konzentrationslager deportiert. Ein Großteil ist ermordet worden.“ |                                                                          |
| Münsterplatz 21 (Standort)                                                                                            | „Nach einer Zeit der Verbesserung der Lebensumstände queerer Menschen während der Weimarer Republik nahm in der NS-Zeit deren Verfolgung stark zu. Sie wurden ausgegrenzt, denunziert, verfolgt, geschunden, deportiert und ermordet. Queeres Leben war nur im Verborgenen möglich. In diesem Häuserblock lagen zwei Lokale, wo noch versteckt Kontakt gesucht wurde, nachdem andere Orte für offenes queeres Auftreten ab 1933 wegfielen“ |                                                                          |
| Misereor, Mozartstraße (Standort)                                                                                     | „An dieser Stelle befanden sich von 1941 bis 1944 die Kriegsgerichte der Aachener Garnison. Sie fällten in Aachen mindestens 49 Todesurteile gegen Soldaten, Kriegsgefangene und ausländische Zivilisten. 25 Todesurteile wurden in Aachen vollstreckt.“ |                                                                          |
| Barockfabrik, Löhergraben (Standort)                                                                                  | „In der Villa, die direkt an dieses ehemalige Fabrikgebäude anschloss, wurde am 8. Juli 1890 der Dichter und Pazifist Walter Hasenclever geboren. Der Kleistpreisträger des Jahres 1917 lebte und wirkte in Leipzig, Dresden, Berlin, Paris und Hollywood. Seit 1933 vornehmlich in südfranzösischer Emigration, wurde er 1938 als „entarteter“ Schriftsteller ausgebürgert. Angesichts der französischen Niederlage und aus Angst vor drohender Verhaftung durch die Gestapo nahm er sich am 21. Juni 1940 im Internierungslager von Les Milles das Leben.“ |                                                                          |
| Tiefgarage Monheimsallee (Standort) (Aufnahme von 1910, nach dem Krieg abgerissen)                                    | „An dieser Stelle stand das Haus, in dem sich Anne Frank von Juli 1933 bis Januar 1934 aufhielt. Auf der Flucht ihrer Familie vor den Nationalsozialisten nach Amsterdam wohnte sie hier einige Monate bei ihrer Großmutter, Rosa Holländer-Stern.“ |                                                                          |
| Londoner Hof, Kleinkölnstraße (Standort)                                                                              | „Hier befand sich seit 1921 das Gewerkschaftshaus. Am 2. Mai 1933 hat die Naziregierung die Gewerkschaften verboten und zerschlagen. Die SA besetzte dieses Haus und verschleppte zwei Gewerkschafter.“ |                                                                          |